# Krasnohorivka
Krasnohorivka (in ucraino Красногорівка?; in russo Красногоровка?, Krasnogorovka) è un centro abitato dell'Ucraina, situato nell'oblast' di Donec'k. 
Nel corso della guerra su larga scala tra Russia e Ucraina iniziata nel febbraio 2022, i russi hanno attaccato la città da sud e da est a partire dall'8 aprile 2024, dando inizio all'aspra battaglia di Krasnohorivka. 
Dopo lunghi e sanguinosi combattimenti, le truppe russe, reparti della 5ª Brigata fucilieri motorizzata "Doneck-A. V. Zacharčenko" e della 110ª Brigata fucilieri motorizzata delle guardie, hanno finalmente occupato completamente la città il 9 settembre 2024.